# Porasjärvi
Porasjärvi är en sjö i Finland. Den ligger i kommunen Perho i landskapet Mellersta Österbotten, i den centrala delen av landet, 300 km norr om huvudstaden Helsingfors. Porasjärvi ligger 167,8 meter över havet. Arean är 1,11 kvadratkilometer och strandlinjen är 8,27 kilometer lång. Sjön  ingår i Kronoby å huvudavrinningsområde.   Den sträcker sig 4,0 kilometer i nord-sydlig riktning, och 1,7 kilometer i öst-västlig riktning.